# Bystřice pod Hostýnem
Bystřice pod Hostýnem (deutsch Bistritz am Hostein) ist eine Stadt in Tschechien. Sie liegt 17 Kilometer südöstlich von Přerov an der Bystřička und gehört zum Okres Kroměříž.

## Geographie

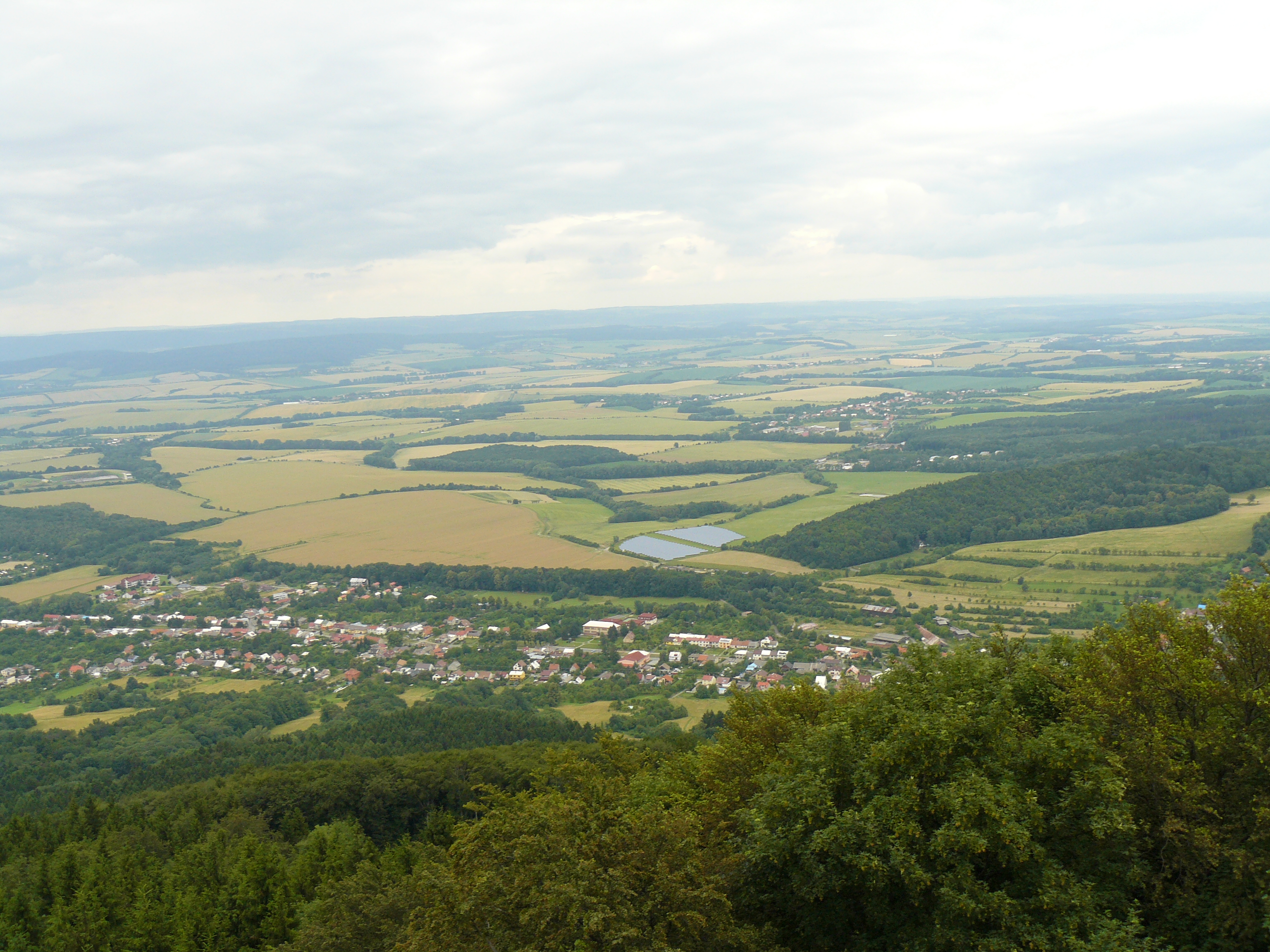
Blick auf Bystřice pod Hostýnem (2012)

Die Stadt befindet sich am nordwestlichen Fuße der Hosteiner Berge am Übergang zur Hanna. Südöstlich erhebt sich der 734 Meter hohe Hostýn.
Nachbarorte sind Sovadina und Mrlínek im Norden, Loukov im Nordosten, Chvalčova Lhota und Chvalčov im Osten, Vinohrádek im Südosten, Slavkov pod Hostýnem und Bílavsko im Süden sowie Rychlov im Westen.

## Geschichte
Erstmals urkundlich erwähnt wurde der Ort im Jahre 1368, als Bischof Albrecht von Sternberg bei der Olmützer Landtafel Boček I. von Podiebrad für die Hälfte des Marktes Bystřice einlegte. Der Name des Ortes leitet sich wahrscheinlich vom alttschechischen Wort bystrěc (Wildbach) ab. 1418 war Bistritz im Besitz des Milota von Tworkau, der es in diesem Jahr zusammen mit der Burg Obřany seinem Bruder Andreas/Ondřej von Tworkau verkaufte. Nach dessen Tod um 1420 gelangte es vermutlich an Milota, den gleichnamigen Sohn des Milota von Tworkau auf Prerau, der vor 1447 das Städtchen Bistritz mit der gleichnamigen Feste und der verlassenen Burg Obřany dem Wok von Sovinec (Vok ze Sovince) auf Helfenstein verkaufte. 1550 lebten in Bystřice etwa 500 Menschen. Die Besitzer der Herrschaft wechselten oft; zu ihnen gehörten in der zweiten Hälfte des 16. Jahrhunderts die Prusinovský von Víckov, und zu Beginn des Dreißigjährigen Krieges Václav Bítovský von Bítov, dessen Güter nach der Schlacht am Weißen Berg 1621 konfisziert wurden. Nachfolgender Besitzer wurde Zdeněk Vojtěch Popel von Lobkowicz. 1650 erwarb Johann von Rottal die Herrschaft und vereinte sie mit Holešov zu einer Großen Herrschaft. 1789 ging der Besitz von den Grafen Rottal an die Grafen della Rovere di Monte l’Abbate über und 1804 erbte Johann Nepomuk Graf von Wengerský die Herrschaft. Ihm folgten 1827 die Grafen Laudon.
Nach der Ablösung der Patrimonialherrschaften wurde Bistritz 1848 zur selbstständigen Marktgemeinde. 1860 gründete Michael Thonet in Bystřice eine Möbelfabrik. Im Jahre 1904 gründete Max Hrdliczka die Firma Impregna AG (nach 1990 ein Teil der JmdZ-Holzwerke), ein Schwellen-Imprägnierwerk, das für Thonet auch das Möbelholz lieferte. Im Zweiten Weltkrieg war dieses Werk die Finanzierungsquelle der Partisanen-Brigade Jan Zizka, geführt von Werksleiter Karel Bubenicek und Artur Preuss, dem Enkel von Max Hrdliczka. Seit 1864 ist Bystřice pod Hostýnem eine Stadt. 1890 lebten in Bistritz 3600 Menschen. Schlossherren waren bis 1935 die Grafen Laudon und danach das Verteidigungsministerium der Tschechoslowakei. Seit 1990 befindet sich das Schloss im Besitz der Stadt.

## Ortsgliederung
Die Stadt Bystřice pod Hostýnem besteht aus den Ortsteilen Bílavsko (Bilau), Bystřice pod Hostýnem (Bistritz am Hostein), Hlinsko pod Hostýnem (Hlinsko am Hostein), Rychlov (Richlow) und Sovadina (Sowadina).

## Sehenswürdigkeiten
- Berg Hostýn mit Aussichtsturm und Kloster Svatý Hostýn
- Schloss Bystřice
- Kirche St. Ägidius
- Rathaus, errichtet 1595 und im Jahre 1842 umgebaut
- Thonet-Schlösschen, erbaut 1873–1877
- Ruine der Burg Obřany bei Chvalčov

## Städtepartnerschaft
Seit dem Jahre 2009 besteht eine Städtepartnerschaft mit der deutschen Stadt Salzkotten im Kreis Paderborn (NRW). Diese baut auf Kontakten auf, die zwischen lokalen Volkstanzgruppen beider Orte bereits seit 1987 bestehen.

## Söhne und Töchter der Stadt
- Johann Karl Ratzer (1802–1863), Dichter, Abgeordneter und Verwaltungsjurist
- Franz Friedrich Schindler (1854–1937), österreichischer Pflanzenbauwissenschaftler
- Paul Zifferer (1879–1929), österreichischer Schriftsteller, Journalist und Diplomat
- Josef Holík (* 1933), Arzt, Ehrenmitglied der Gesellschaft für Allgemeinmedizin der Tschechischen Medizinischen Gesellschaft von Jan Evangelista Purkyně